# Râul Õhne
Õhne (cunoscut și sub denumirile de Suislepa și Hoomuli) este un râu în partea de sud a Estoniei și Letonia. Izvorăște din Lacul Veisjärv. Are o lungime de 94 km și un bazin hidrografic întins pe 573km2. Se varsă în Lacul Võrtsjärv. Trece prin orașul Tõrva.